# Imre Pacséry
Imre Pacséry (Stanišić, 1900. - Budimpešta, 1980.), liječnik specijalist medicine rada, kandidat za doktora medicinskih znanosti (1952.)
Liječničku je diplomu stekao 1924. godine na budimpeštanskom sveučilištu. Poslije diplomiranja četiri je godine godine radio kao liječnik. 1928. i 1929. godine bio je stipendist Rockefellerove zaklade te je boravio na sveučilištu u Harvardu, Massachusetts, SAD. Ondje je stekao naslov specijalista zaštite na radu. Sljedeće četiri godine je u Mađarskoj na institutu OTI (OTI - Orsz. Társadalombiztosítási Intézet) u Budimpešti. 1934. je godine osnovao Postaju za ispitivanje olova. U razdoblju od 1934. do 1949. godine vodio je odjel za zaštitu na radu. Na Sveučilištu u Segedu stekao je zvanje nastavnika 1946. godine. Od 1952. godine do odlaska u mirovinu 1972. bio je voditelj odjela na Državnom Institutu za zaštitu na radu. Glavne područja njegovih istraživanja bila su: utjecaj olova na radničko zdravlje, utjecaj aromatičnih nitro i amino spojeva, bolesti od raka izazvane specifičnim radnim uvjetima, zdravstvo industrijskih grana, štetan utjecaj umjetnih materijala na zdravlje radnika.
Objavio je preko 60 znanstvenih radova u stručnim časopisima te nekoliko knjiga i priručnika.
Institut za zaštitu rada svake godine dodjeljuje nagradu (Pacséry Imre díj) koja nosi ime ovog utjecajnog znanstvenika.